# Óptica Pura y Aplicada
Óptica Pura y Aplicada es una revista científica española, arbitrada, que publica artículos sobre investigaciones en el campo de la óptica y la fotónica. Se edita por la Sociedad Española de Óptica, que tiene su sede en el centro de física Miguel Antonio Catalán, del CSIC. El primer número fue publicado en 1968.
Es la única revista de óptica y fotónica en lengua española. Está indexada en las principales bases de datos científicas: Scopus, Web of Science, LATINDEX, DOAJ[cita requerida], IET, e-revist@s, SJR, TCYT etc. y posee el sello de calidad de la FECYT.

## Evolución
- Óptica Pura y Aplicada (Impresa) , desde el volumen 1 (1968) hasta el volumen 33 (2000), es una revista impresa, con periodicidad cuatrimestral, (ISSN 0030-3917).[4]

- Óptica Pura y Aplicada (internet) , desde el volumen 29 (1996) hasta la fecha pasa a ser una revista electrónica con periodicidad trimestral y de acceso libre, (ISSN 2171-8814).[5]